# Piercia ansorgei
Piercia ansorgei är en fjärilsart som beskrevs av Bethune-Baker 1913. Piercia ansorgei ingår i släktet Piercia och familjen mätare. Inga underarter finns listade i Catalogue of Life.